# Armando Méndez de la Luz
Armando Méndez de la Luz  (27 de agosto de 1951) es un político mexicano afiliado al partido Convergencia. A partir de 2014 se desempeñó como senador de la LVIII y LIX Legislaturas del Congreso mexicano en representación de Veracruz.
Fue presidente municipal de Xalapa por el Partido Revolucionario Institucional de 1991 a 1994 y candidato a la gubernatura de Veracruz en las elecciones estatales de Veracruz de 2016 por el partido Movimiento Ciudadano.